# Tiegbe Bamba
Pour les articles homonymes, voir Bamba.
Tiegbe Bamba, né le 21 janvier 1991, à Sarcelles, en France, est un joueur franco-ivoirien de basket-ball. Il évolue au poste d'ailier fort.

## Biographie
Tiegbe Bamba arrive en janvier 2018 au STB Le Havre puis quitte le club dès le mois d'avril,. Il s'engage avec l'UMF Grindavík en octobre 2018. Pendant un match de basket Tiegbe sa fera une blessure au niveau du tendon d'Achille une rupture il est actuellement en rétablissions au prêt de sa famille. 